# Urojanetia
Urojanetia es un género de ácaros perteneciente a la familia Trachyuropodidae.

## Especies
- Urojanetia Berlese, 1917
  - Urojanetia coccinea (Michael, 1891)
  - Urojanetia stoechas (Athias-Binche, 1988)